# Wapen van Beek (Limburg)

Wapen van Beek

Het wapen van de Nederlandse gemeente Beek in Limburg is op 3 december 1982 door de Hoge Raad van Adel toegekend. Het verving het wapen uit 1853.

## Geschiedenis
Beek had een eigen schepenbank in het land van Valkenburg. Vanaf 1458 had deze een zegel met daarin een afbeelding van St. Maarten en een schildje met een leeuw onder het hoofd van het paard. De Heerlijkheid was tot 1794 geheel of gedeeltelijk in bezit van de Duitse Orde. Onbekend is waarom het wapen met een voorstelling van Thetis, een algemeen symbool voor rechtspraak en niet historisch voor Beek, is aangevraagd.
In 1982 fuseerde de gemeente met Spaubeek, waarna een nieuw wapen werd aangevraagd. Ditmaal werd gekozen voor een wapen met een historische achtergrond: een combinatie van de wapens van de heren van Valkenburg (leeuw) en van de Duitse Orde (kruis), boven het wapen van de familie Van Huyn van Amstenrade (slangenkopkruis en koeken). Dit gedeelte is afkomstig van het wapen van Spaubeek.

## Blazoenen

### Blazoen van 1853

Wapen van Beek (1853 - 1982)

De beschrijving van het eerste wapen van Beek luidt als volgt:
Van zilver beladen met eene op een natuurlijke grond staande Themis au naturel, in lazuren boven- en purperen onderkleed, geblinddoekt van zilver, regts leunende op een zwaard van hetzelfde, links eene gouden weegschaal vasthoudende.

### Blazoen van 1982
De huidige beschrijving luidt als volgt:
 Doorsneden : I in zilver een uitkomende dubbelstaartige gekroonde leeuw van keel, gaande over een kruis van sabel; II gedeeld: a in keel een dubbel slangenkopkruis van zilver, b in zilver 3 koeken van keel. Het schild gedekt met een gouden kroon van 3 bladeren en 2 parels.
N.B.: de heraldische kleuren in het wapen zijn zilver (wit), keel (rood), sabel (zwart), goud (geel).

## Verwante wapens
Onderstaande wapens zijn verwant aan dat van Beek:

Het wapen van Spaubeek
Het familiewapen van Van Valkenburg met de Valkenburgse leeuw